# 三菱Endeavor
三菱Endeavor（日语：三菱・エンデバー）乃日本三菱汽車自2003年至2011年間開發、於美國伊利諾伊州諾默爾鑽石星汽車（Diamond-Star Motors，縮寫成DSM）製造發售的跨界休旅車，專門供應給北美洲市場。

## 概要與歷史

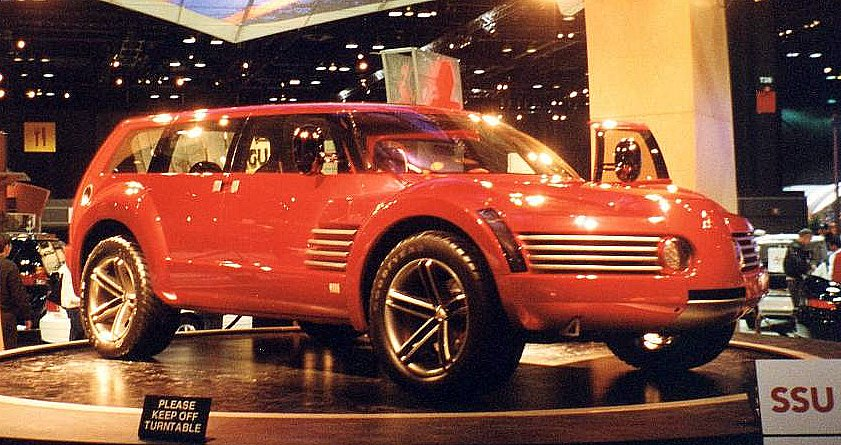
三菱SSU概念車

這是2000年2月14日三菱汽車所發表「美利堅計劃」的第一個車款，和第九代Galant美規版同樣基於三菱PS平台而開發。在外型設計上參考了1999年底特律車展所發佈的概念車「三菱SSU」，卻沒有依循其動力機械結構。關於車名「Endeavor」，在英語中意指奮進、努力。
1999年 - 1月開幕的底特律車展上公開概念車「三菱SSU」。
2003年 - 3月Endeavor正式問世，搭載3.8L V型六缸SOHC 6G75型引擎，配合四速自排變速箱，具有前置前驅或四輪驅動兩種設定。
2005年 - 實施第一次小改款，變更水箱罩與前保桿之造型。
2009年 - 7月再度實行小改款，變更水箱罩與前保桿之造型。
2011年 - 4月25日宣布同年8月停產。

## 每年生產及銷售成績
| 年度 | 生產數量（輛） | 銷售數量（輛） 僅美國市場 |
| ---- | -------------- | ------------------------- |
| 2002 | 10             | -                         |
| 2003 | 48,987         | 39,181                    |
| 2004 | 19,448         | 20,920                    |
| 2005 | 22,403         | 18,568                    |
| 2006 | 18,097         | 14,043                    |
| 2007 | 13,465         | 10,669                    |
| 2008 | 2,316          | 4,342                     |
| 2009 | 5,401          | 4,057                     |
| 2010 | 6,444          | 4,433                     |
| 2011 | 8,607          | 8,324                     |
| 2012 | -              | 255                       |

（資料來源：Facts & Figures 2005、Facts & Figures 2008、Facts & Figures 2011、Facts & Figures 2013 （页面存档备份，存于）  三菱官方網站）

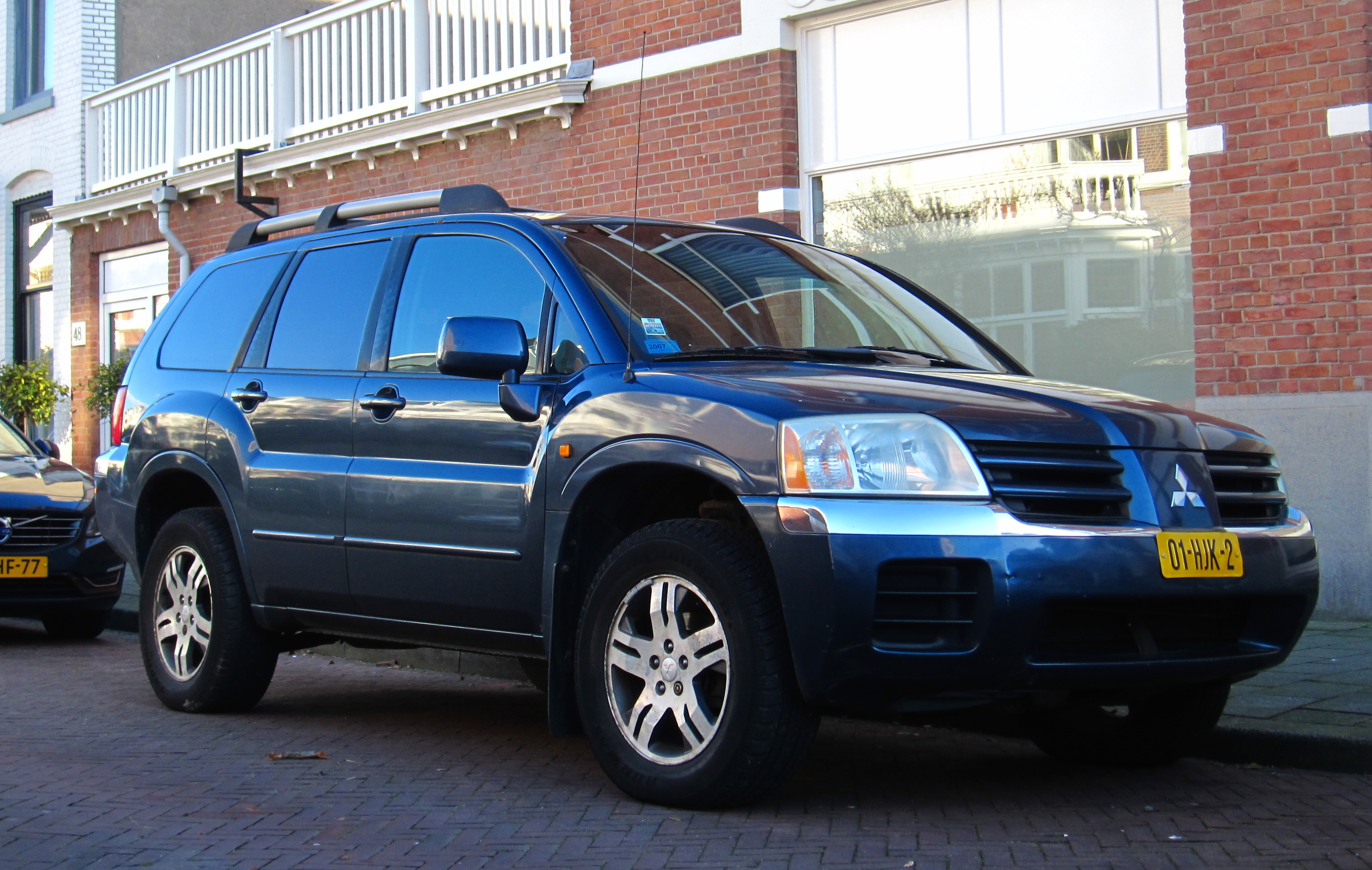
前期型車頭
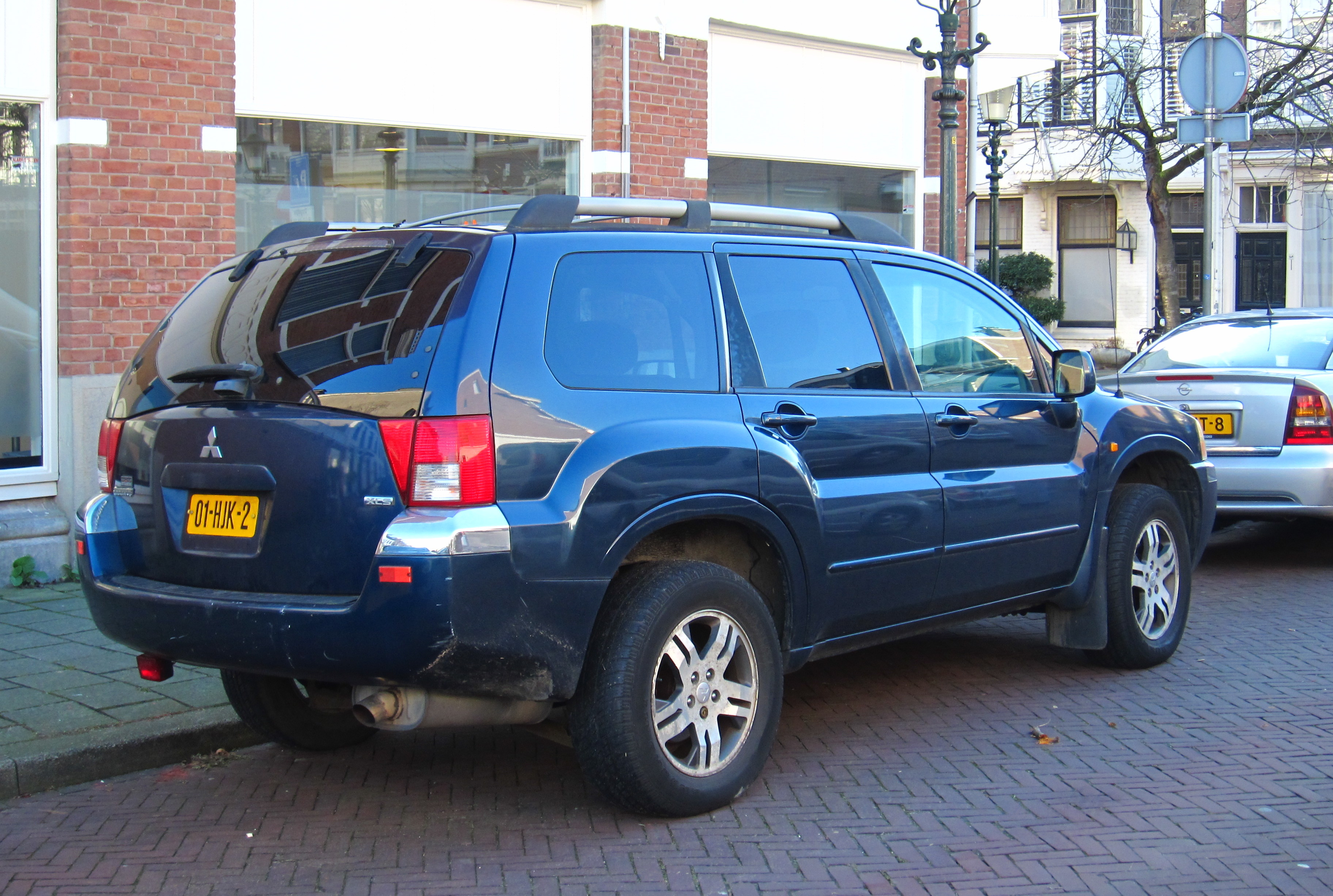
前期型車尾
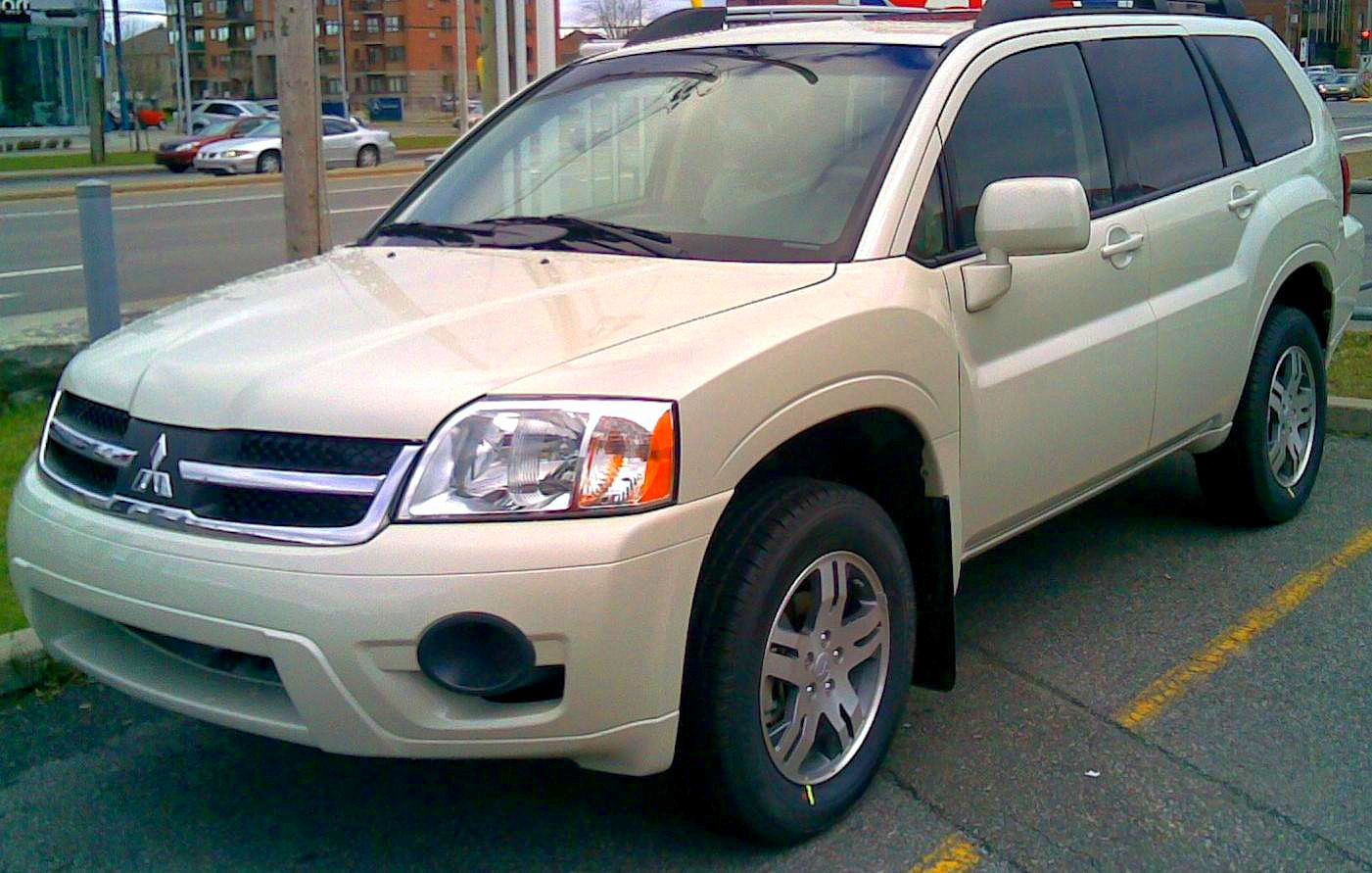
中期型車頭
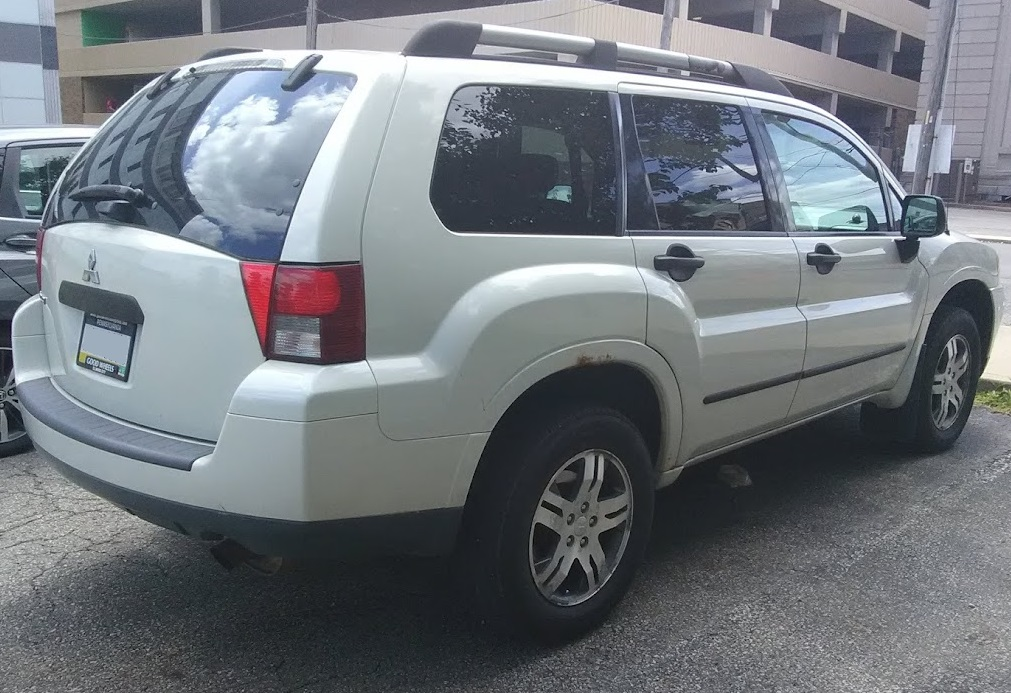
中期型車尾
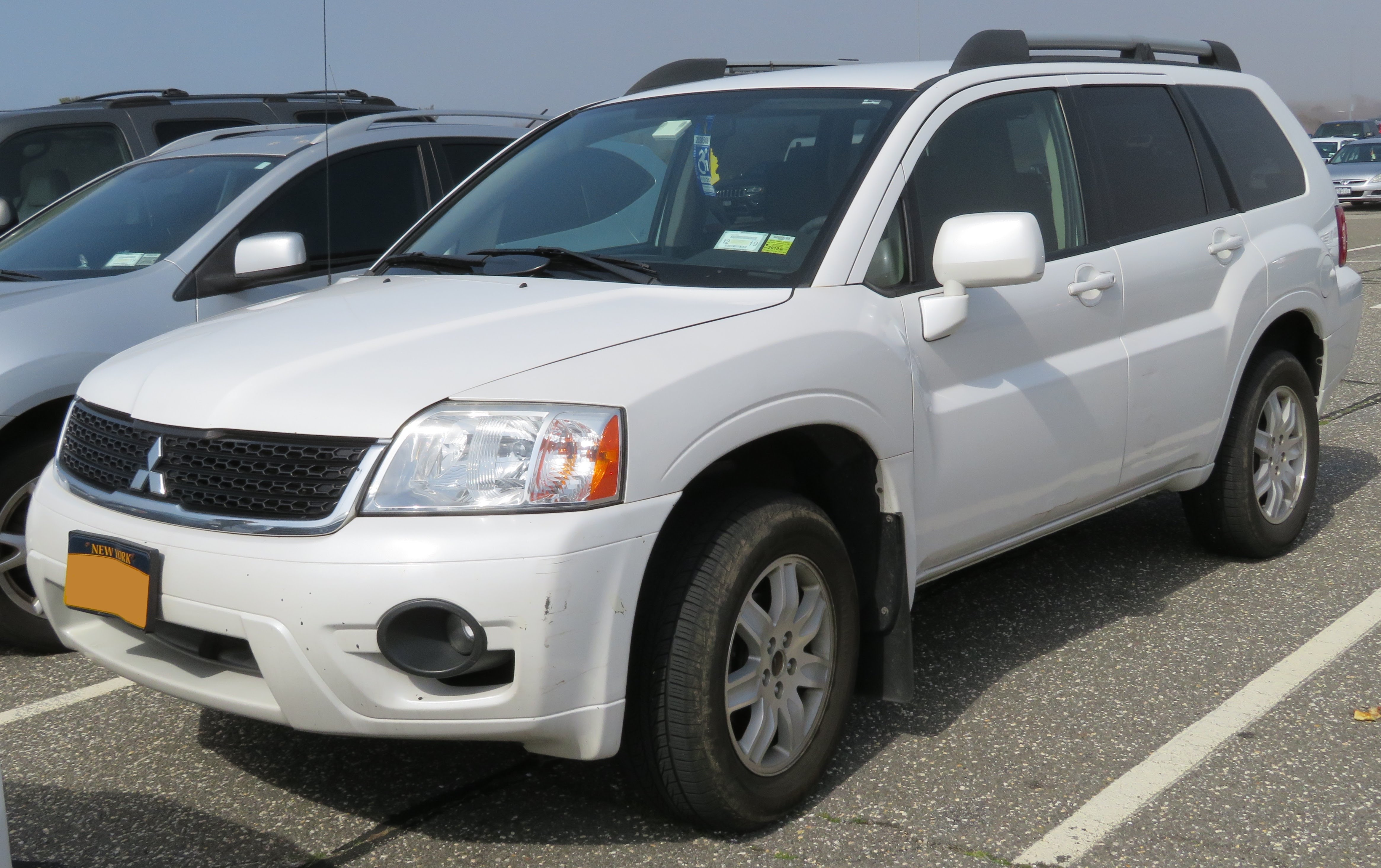
後期型車頭
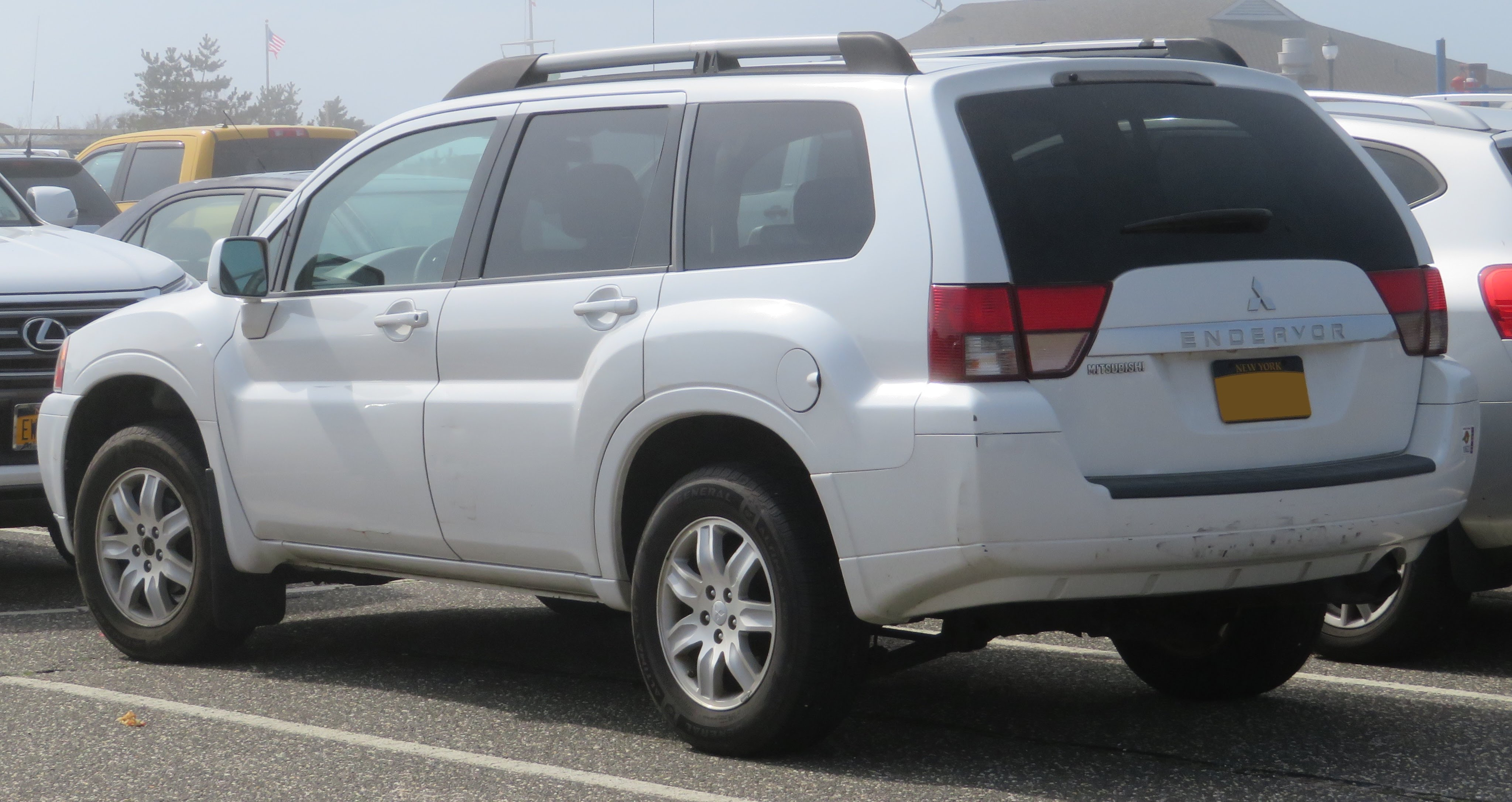
後期型車尾

## 外部連結
- Auto Online汽車線上：【2003年北美車展新車】MITSUBISHI Endeavor （页面存档备份，存于）